# Departamento de Río San Juan
Río San Juan es un departamento de Nicaragua. Su cabecera departamental es San Carlos. Se constituyó en 1957, de territorio del departamento de Chontales y el antiguo departamento de Zelaya. El departamento menos poblado del país. También incluye el archipiélago de Solentiname y el Río San Juan, del que toma el nombre.

## Geografía
Este departamento ocupa la esquina sureste de Nicaragua, limitando al norte con el departamento de Chontales, al sur con la República de Costa Rica, al este con la Región Autónoma de la Costa Caribe Sur y el Mar Caribe y al oeste con el Lago Cocibolca o Gran Lago de Nicaragua y el departamento de Rivas.

## Historia
El 13 de junio de 1949 se declara la creación del departamento de Río San Juan –segregado del departamento de Chontales– fijándose como su cabecera departamental a la ciudad de San Carlos más los municipios de Morrito, San Miguelito y San Juan del Norte.

## Demografía
Demográficamente, el departamento de Río San Juan es el menos poblado de toda Nicaragua ocupando el décimo séptimo lugar a nivel nacional con una población de 140 mil habitantes según las últimas estimaciones.
| Población histórica del departamento de Río San Juan | Población histórica del departamento de Río San Juan | Población histórica del departamento de Río San Juan |
| Año                                                  | Habitantes                                           | Fuente                                               |
| ---------------------------------------------------- | ---------------------------------------------------- | ---------------------------------------------------- |
| 1906                                                 | 4 173                                                | Censo nicaragüense de 1906                           |
| 1920                                                 | 6 985                                                | Censo nicaragüense de 1920                           |
| 1940                                                 | 7 547                                                | Censo nicaragüense de 1940                           |
| 1950                                                 | 9 089                                                | Censo nicaragüense de 1950                           |
| 1963                                                 | 15 676                                               | Censo nicaragüense de 1963                           |
| 1971                                                 | 20 832                                               | Censo nicaragüense de 1971                           |
| 1995                                                 | 70 143                                               | Censo nicaragüense de 1995                           |
| 2005                                                 | 95 596                                               | Censo nicaragüense de 2005                           |
| 2023                                                 | 140 786                                              | Estimaciones del INIDE                               |

Río San Juan tiene una población actual de 140,786 habitantes. De la población total, el 51% son hombres y el 49% son mujeres. Casi el 27.1% de la población vive en la zona urbana.

## División administrativa
El departamento de Río San Juan está dividido administrativamente en seis municipios:
| Municipio          | Superficie | Población  | Población       |
| Municipio          | Superficie | Censo 2005 | Estimación 2023 |
| ------------------ | ---------- | ---------- | --------------- |
| El Almendro        | 1,009 km²  | 13,363     | 15,242          |
| El Castillo        | 1,655 km²  | 19,864     | 43,365          |
| Morrito            | 678.9 km²  | 6,570      | 7,633           |
| San Carlos         | 1,445 km²  | 37,461     | 52,191          |
| San Juan del Norte | 1,659 km²  | 1,307      | 2,812           |
| San Miguelito      | 1,097 km²  | 17,031     | 19,543          |